# Fukutoku-Okanoba
Fukutoku-Okanoba (jap. 福徳岡ノ場) – aktywny wulkan podmorski położony na Oceanie Spokojnym, 5 km na północny wschód od wyspy Minami Iō-tō i około 1300 km na południe od Tokio. Stanowi część wydłużonej struktury z dwoma głównymi wzniesieniami, rozciągającymi się w kierunku z północnego zachodu na południowy wschód. Jest zbudowany z trachyandezytu i jest pod względem geochemicznym podobny do wyspy Iwo Jima. W pobliżu wulkanu często obserwuje się odbarwienia wody oraz unoszący się na wodzie pumeks, a w XX wieku kilkukrotnie w wyniku erupcji powstawały efemeryczne wyspy. Pierwsza z nich (nazwana „Shin-Ioto”, co oznacza „Nową Wyspę Siarkową”) istniała w latach 1904–1905 oraz w 1914 roku. Podczas erupcji w styczniu 1986 roku powstała wyspa o długości 600 m i wysokości 15 m, zajmująca powierzchnię około 20 hektarów (49 akrów), która później została zniszczona przez erozję (według informacji Japońskiej Straży Przybrzeżnej). 3 lutego 2010 roku zaobserwowano kolejną eksplozję ponad powierzchnią wody, a aktywność wulkanu trwała do kwietnia tego roku. Od tego czasu sporadycznie obserwowano odbarwienia wody, jednak nie odnotowano istotnej aktywności erupcyjnej aż do połowy sierpnia 2021 roku, kiedy to silne eksplozje wyrzuciły pióropusze popiołu na wysokość ponad 12 km.